# Marcos Gelabert
Marcos Gelabert (General Pico, 16 settembre 1980) è un ex calciatore argentino, di ruolo centrocampista.

## Palmarès

### Club

#### Competizioni nazionali
- Campionato argentino: 1

Estudiantes: Apertura 2006
- Campionato svizzero: 1

Basilea: 2009-2010
- Coppa Svizzera: 1

Basilea: 2009-2010